# Hengchunia indica
Hengchunia indica är en insektsart som beskrevs av Asche och Webb 1994. Hengchunia indica ingår i släktet Hengchunia och familjen dvärgstritar. Inga underarter finns listade i Catalogue of Life.